# Niklas Bergendorff
Niklas Bergendorff (* 9. Februar 1964) ist ein schwedischer Poolbillardspieler. Er ist zweifacher Europameister.

## Karriere
Bei der EM 1992 gewann Bergendorff durch einen Finalsieg gegen den Deutschen Ralf Souquet im 14/1 endlos und wurde dadurch Europameister. 1994 verlor er im Finale gegen Thomas Engert. Bei der 9-Ball-WM 1998 schied er im Viertelfinale aus, 2000 belegte er den 33. Platz. Mit dem Erreichen des Halbfinales bei den Finland Open gewann er im gleichen Jahr zudem seine erste Euro-Tour-Medaille. Bei der EM 2001 gewann Bergendorff das 8-Ball-Finale gegen den Niederländer Nick van den Berg und wurde damit zum zweiten Mal Europameister. Bei der 9-Ball-WM kam er lediglich auf den 87. Platz, 2002 erreichte er den 33. Platz.
Durch einen Finalsieg gegen seinen Landsmann Tom Storm gelang ihm 2002 mit den Netherlands Open sein erster Euro-Tour-Turniersieg.
2003 schied Bergendorff im Achtelfinale des 14/1-Wettbewerbs der EM aus. Die Austria Open konnte er hingegen im Finale gegen den Deutschen Thorsten Hohmann gewinnen. Bei der 9-Ball-WM erreichte er den 17. Platz. Beim World Pool Masters 2003 schied er im Achtelfinale aus.
Bei der EM 2004 erreichte Bergendorff sowohl im 8-Ball als auch im 9-Ball das Viertelfinale, verlor jedoch beide Spiele. Bei der 9-Ball-WM schied er im Achtelfinale aus.
Beim World Continental Team Cup 2003 erreichte Bergendorff mit der zweiten europäischen Mannschaft den dritten Platz.